# Ghuriderna
Ghuriderna var en tadzjik dynasti som drev bort Ghaznaviddynastin från Afghanistan och norra Indien vid mitten av 1100-talet.
Dynastins strävan mot makten började med Ala al-Din Husain (1149-1156), och under dennes brorsöner, Ghiyath al-Din (1162-1202) och Muizz al-Din (1202-1206) inleddes en expansion, som snabbt gjorde ghuriderna till dominerande maktfaktorn i den östliga muslimska världen. Ghuridernas välde sträckte sig då från Bengalen i öster och Ujjain i söder. Under dessa erövringar i Indien växte i norr Khwarezm till en stormakt. 1215 måste den siste sultanen av Ghor ge sig.
Ghuridernas armé bestod till stor del av slavar som rövats bort från olika folk i Centralasien, och när Muhammed av Ghur mördats i Indien 1206 kom makten i ghuridernas rike, i huvudsak Delhisultanatet, att övergå till de slavar (mamlucker) som tjänat under honom.